# Cortlandt (Nowy Jork)
Cortlandt – miasto w Stanach Zjednoczonych, w stanie Nowy Jork, w hrabstwie Westchester.